# Lista stadionów piłkarskich w Andorze
Lista stadionów piłkarskich w Andorze składa się z obiektów drużyn znajdujących się w Primera Divisió (I poziomie ligowym Andory) oraz Segona Divisió (II poziomie ligowym Andory). Na najwyższym poziomie rozgrywkowym znajduje się 8 drużyn, a na drugim poziomie 15 drużyn, których stadiony zostały przedstawione w poniższej tabeli według kryterium pojemności, od największej do najmniejszej. Tabela uwzględnia również miejsce położenia stadionu (miasto oraz region), klub do którego obiekt należy oraz rok jego otwarcia lub renowacji.
Do listy dodano również stadiony o pojemności powyżej 1 tys. widzów, które są areną domową drużyn z niższych lig lub obecnie w ogóle nie rozgrywano mecze piłkarskie.
Legenda:

    – stadiony IV kategorii UEFA

    – stadiony w budowie lub przebudowie

    – stadiony zamknięte lub zburzone
| Lp | Nazwa stadionu                    | Miejscowość     | Region                      | Drużyny              | Otwarty / renowacja | Pojemność | Zdjęcie |
| -- | --------------------------------- | --------------- | --------------------------- | -------------------- | ------------------- | --------- | ------- |
| 1  | Estadi Nacional                   | Andora la Vella | Parafia Andora              | Reprezentacja Andory | 2014                | 3306      |         |
| 2  | Campo de la Borda Mateu           | Santa Coloma    | Parafia Andora              | wszystkie kluby      | 2015                | 2000      |         |
| 3  | Estadi Comunal d’Andorra la Vella | Andora la Vella | Parafia Andora              | wszystkie kluby      | 1990                | 1800      |         |
| 4  | Centre Esportiu d’Alàs            | Alàs            | gmina Alàs i Cerc           | wszystkie kluby      | ?                   | 1500      |         |
| 5  | Centre d’Entrenament de la FAF    | Andora la Vella | Parafia Andora              | wszystkie kluby      | ?                   | 1000      |         |
| 6  | Camp de Futbol Municipal d’Encamp | Encamp          | Parafia Encamp              | FC Encamp (rezerwy)  | 2015                | 500       |         |
| 7  | Camp de Futbol d’Ordino           | Ordino          | Parafia Ordino              | FC Ordino (rezerwy)  | 2010                | 200       |         |
| 8  | Estadi Comunal d’Aixovall         | Aixovall        | Parafia Sant Julià de Lòria | wszystkie kluby      | 2001–2016           | 899       |         |